# Glorenza
Glorenza (alemão: Glurns) é uma comuna italiana da região do Trentino-Alto Ádige, província de Bolzano, com cerca de 884 habitantes. Estende-se por uma área de 12 km², tendo uma densidade populacional de 74 hab/km².
Faz fronteira com Malles Venosta, Prato allo Stelvio, Sluderno, Tubre, e è a comuna mais pequena de toda a província de Bolzano.

## Demografia
| Variação demográfica do município entre 1861 e 2011                               |
|                                                                                   |
| Fonte: Istituto Nazionale di Statistica (ISTAT) - Elaboração gráfica da Wikipedia |

## Conexões externas
- «Turismo em Glorenza»